# Geranium erianthum
Geranium erianthum är en näveväxtart som beskrevs av Dc.. Geranium erianthum ingår i släktet nävor, och familjen näveväxter. Inga underarter finns listade i Catalogue of Life.